# راس فیلدینگ
راس فیلدینگ (انگلیسی: Ross Fielding؛ ۲۱ سپتامبر ۱۸۸۰ – 1947 (aged 67)) بازیکن فوتبال اهل بریتانیا بود.
از باشگاه‌هایی که در آن بازی کرده‌است می‌توان به باشگاه فوتبال استوک سیتی، باشگاه فوتبال ناتینگهام فارست و باشگاه فوتبال وست برومویچ آلبیون اشاره کرد.